# 제2차 영국-네덜란드 전쟁
제2차 영국-네덜란드 전쟁(영어: Second Anglo-Dutch War)은 1665년 3월 4일에 시작하여 1667년 7월 31일 브레다 조약 서명으로 끝났다. 이 전쟁은 주로 상업적 분쟁으로 인해 잉글랜드와 네덜란드 공화국 사이에서 벌어진 해상 전쟁 시리즈 중 하나였다.
여러 주요 전투에도 불구하고 어느 쪽도 결정적인 승리를 거두지 못했고, 1666년 말에는 전쟁이 교착 상태에 이르렀다. 평화 회담은 1667년 6월 네덜란드의 메드웨이 습격이 찰스 2세로 하여금 브레다 조약에 동의하도록 강요하기 전까지는 거의 진전이 없었다.
궁극적으로 여러 해묵은 문제를 해결함으로써, 이 조항들은 잉글랜드와 네덜란드 공화국이 루이 14세가 추진한 팽창주의 정책에 맞서 단결할 수 있게 했다. 그러나 단기적으로 찰스의 이러한 좌절에 대한 복수심은 1672년 제3차 영국-네덜란드 전쟁으로 이어졌다.

## 배경
비슷한 이념에도 불구하고 네덜란드 공화국과 잉글랜드 공화국 사이의 상업적 분쟁과 정치적 차이로 인해 1652년부터 1654년까지 제1차 영국-네덜란드 전쟁이 발발했다. 이 전쟁을 종결시킨 조약은 1651년 항해법에 대한 네덜란드의 반대와 네덜란드의 무역 독점에 대한 잉글랜드의 반대를 포함한 이러한 문제들을 해결하지 못했다. 두 나라가 평화 상태에 있을 때조차 동인도 제도 및 기타 지역 시장을 위한 경쟁은 종종 유럽 밖에서 충돌을 야기했다. 다양한 이유로 양국 내 파벌들은 외교적 수단을 통한 해결 노력에 지장을 주었다.
1650년부터 1672년까지 네덜란드 정치는 네덜란드 주당과 그 지도자인 대연금고관 요한 더빗이 지배했다. 찰스 2세가 자신들의 오라녜주의 반대파와 연계되어 있다는 의심에도 불구하고, 더빗은 1660년 잉글랜드 왕정복고를 관계를 재건할 기회로 보았다. 그는 평화를 보장하고 네덜란드의 경제적 우위를 지속하기 위해 잉글랜드 및 프랑스와 상호 방위 협정을 협상하기를 희망했다.
그러나 잉글랜드는 이 체제를 유지하는 데 별다른 이점을 보지 못했고, 네덜란드가 양보할 준비가 되어 있지 않은 양보를 원했다. 시티오브런던의 상인들이 보호무역 강화를 요구하자, 찰스 2세는 1660년 8월에 항해법을 갱신하고 1663년에 더욱 강화했다. 의회는 그들이 단지 네덜란드 동인도 회사 또는 VOC가 아시아에서 독점을 강제하기 위해 취한 조치에 대응한 것일 뿐이라고 주장했다. 그리고 네덜란드 서인도 회사 또는 WIC가 서아프리카에서 취한 조치에 대응한 것이라고 주장했다.
찰스에게 경제 확장은 의회에 대한 재정적 의존도를 줄이는 또 다른 방법이었으며, 가능하면 왕실 독점 또는 칙허를 사용하여 그렇게 하기를 원했다. 1660년에 그와 그의 동생 제임스는 대서양 노예 무역에 대한 네덜란드의 지배에 도전하기 위한 목적으로 로열 아프리칸 컴퍼니 또는 RAC를 설립했다. 투자자에는 조지 카터레트, 섀프츠베리 및 알링턴과 같은 고위 정치인들이 포함되어 RAC와 정부 정책 간에 강력한 연관성을 형성했다.
대서양 무역은 서아프리카에서 카리브해 사탕수수 농장으로 노예를 운송하고, 다시 카리브해 농장은 북아메리카 식민지에서 공급받는 삼각 무역이었다. 이러한 연결고리는 한 지역에서의 분쟁이 종종 세 지역 모두에서 전투로 이어지는 것을 의미했다. 1664년 8월, 잉글랜드는 뉴네덜란드를 점령하고 뉴욕으로 이름을 바꾼 다음, 현대 기니에 있는 WIC 노예 무역 기지들을 점령했다. 1665년 초 미힐 더 라위터르가 이끄는 네덜란드 함대에 의해 이 기지들이 탈환되자, RAC는 파산할 수밖에 없었고, 영향력 있는 투자자들은 손실을 만회할 최선의 방법으로 전쟁을 보았다.
이러한 행동을 취함에 있어서, 네덜란드는 1662년 프랑스와의 방위 조약에 의해 안심할 수 있었다. 이 조약에 따라 루이 14세는 잉글랜드의 공격을 받을 경우 군사적 지원을 제공하기로 합의했다. 그 대가로 네덜란드는 스페인령 네덜란드에서 프랑스의 행동에 간섭하지 않기로 약속했지만, 1664년까지 많은 이들은 약화된 스페인 대신 팽창주의적인 프랑스를 이웃으로 두는 것에 대해 우려했다. 비록 잉글랜드와 협상에 동의할 또 다른 이유가 되었지만, 협상은 거의 진전이 없었다. 이는 부분적으로 네덜란드의 정치 체제가 복잡하여 여러 주와 VOC와 같은 강력한 무역 집단 간에 합의에 도달하기 어려웠기 때문이었다. 또한 찰스의 수석 장관인 클래런던 경을 포함한 많은 잉글랜드 정치인들이 공유했던, 의회가 값비싼 해전 자금을 승인하지 않을 것이라는 더빗의 믿음을 반영하기도 했다.
한편, 루이 14세는 영국-네덜란드 분쟁이 스페인이나 신성 로마 제국을 끌어들여 스페인령 네덜란드를 획득하려는 자신의 노력을 방해할 수 있다고 우려했다. 따라서 그는 양측 사이를 중재하거나, 적어도 분쟁을 아프리카와 아메리카로 제한하여 프랑스가 개입할 필요가 없도록 하려 했다. 찰스 2세는 루이의 주저함을 알고 있었으므로 양보할 이유가 없다고 생각했고, 조지 다우닝 경은 헤이그 주재 대사로서 최근의 재정적 손실로 네덜란드가 전쟁을 감당할 수 없다고 주장했다. 다른 고문들은 프랑스-네덜란드 조약이 방어적인 행동에만 적용되므로, 네덜란드가 전쟁을 선포하도록 유발하면 루이 14세가 중립을 유지할 기회를 얻게 될 것이라고 주장했다. 카디스 연안과 영국 해협에서 잉글랜드의 호송선단 공격이 있은 후, 네덜란드는 1665년 3월 4일 전쟁을 선포했다.

### 대립하는 세력과 전술
일부 역사가들은 17세기 군대의 전술이 군사 혁명으로 인해 변화했듯이, 영국-네덜란드 전쟁이 해군 관습에 유사한 변화를 가져왔다고 주장한다. 양측의 함선은 "당대 가장 발전되고 복잡하며 비용이 많이 들고 인력 집약적인 무기 시스템"으로 묘사되었다. 함대가 각 측당 100척 이상으로 증가함에 따라, 화력을 극대화하려면 더 높은 수준의 조직, 규율 및 협력이 필요했다. 이러한 문제에 대한 한 가지 해결책은 단종진이었다.

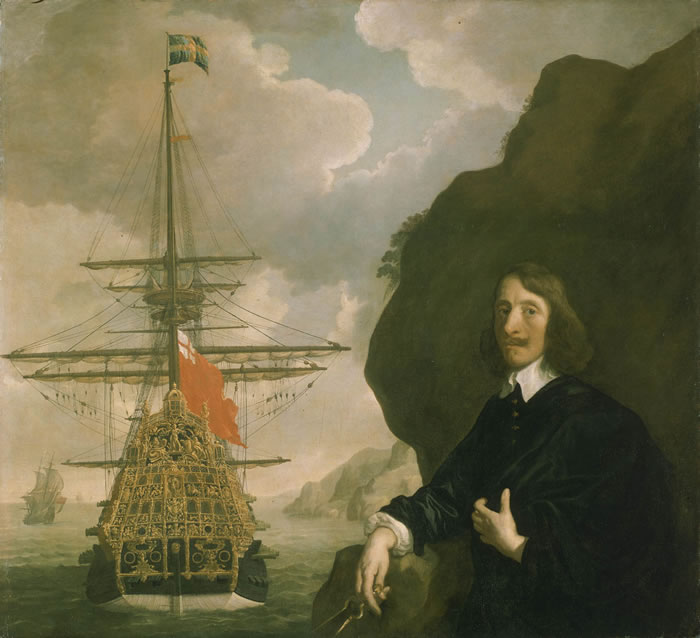
1634년에 건조된 와 그 설계자 피터 펫. 100문이 넘는 대포를 탑재했으며, 가장 큰 네덜란드 함선은 60~70문의 대포를 탑재했다.

1664년, 영국 왕립 해군은 새로운 "전투 지침"을 발표하여 "단종진"을 표준 관행으로 공식화했다. 또한 지휘관들이 함대를 통제할 수 있는 신호 시스템을 구축했는데, 이는 당시 네덜란드에는 없던 것이었다. 전쟁이 진행되면서 양측 모두 이 진형을 사용했지만, 이는 영국 왕립 해군이 사용한 더 무거운 함선과 적을 침몰시키는 데 중점을 둔 포술에 더 적합했다. 네덜란드는 승선을 선호했으며, 개별 함선들이 서로 싸웠다.
명령 전달의 어려움으로 인해 전투 중에는 많은 함장들이 적과 교전하기보다는 충돌을 피하는 데 집중하여 전투가 혼란스럽고 종종 결정적이지 못하게 되었다. 또한, 양측 해군 모두 상당수의 목적 건조된 전함을 포함하고 있었으며, 이는 사설 상선에 의해 강화되었다. 후자 중 상당수는 잘 무장되어 있었지만, 종종 지속적인 포격에 견딜 능력이 떨어졌다. 네덜란드 상선은 특히 더 큰 잉글랜드 전함에 취약했다.
제1차 영국-네덜란드 전쟁에서 얻은 교훈을 바탕으로, 1653년 이후 네덜란드 해군은 40문에서 60문의 대포를 장착한 새로 건조된 64척의 더 큰 전함을 중심으로 재편성되었다. 그러나 이들은 100문이 넘는 대포를 장착한 잉글랜드 함선인 Sovereign에 비해 여전히 열등했다. 1664년에는 60문에서 80문의 대포를 장착한 60척의 더 무거운 함선을 새로 건조하기로 결정했는데, 이 함선들은 1665년 전투가 시작될 때 대부분 아직 건설 중이었다. 재정 상황이 더 좋았던 네덜란드는 이 함선들과 전쟁 중에 20척을 추가로 건조할 수 있었지만, 잉글랜드는 단 12척만을 건조했다.
비록 왕립 해군이 전쟁 초기에 함선과 지휘력에서 우수했지만, 이러한 이점은 의회의 자금 지원 소극성으로 인해 점차 약화되었다. 네덜란드가 전쟁을 감당할 수 없다고 주장했던 다우닝과 다른 관찰자들은 최근 네덜란드의 신용도를 향상시키고 자금 조달을 상대적으로 용이하게 한 개혁들을 간과했다. 대조적으로, 사략선에 나포된 네덜란드 선박으로부터의 이익이 비용을 충당할 것이라는 잉글랜드의 예상은 틀렸음이 입증되었다. 1664년 12월, 의회는 해군을 위해 250만 파운드의 세금을 승인했지만, 이 중 상당 부분은 필수적인 수리에 사용되거나 공무원들에 의해 횡령되었다고 한다. 작전을 위한 자금을 조달하기 위해 찰스는 시티오브런던으로부터 점점 더 높은 이자율로 단기 대출에 의존해야 했다. 1666년 말까지 자금 부족으로 그는 대부분의 함대를 해체해야 했고, 이는 비참한 결과를 초래했다.

## 전쟁

### 유럽; 1665년

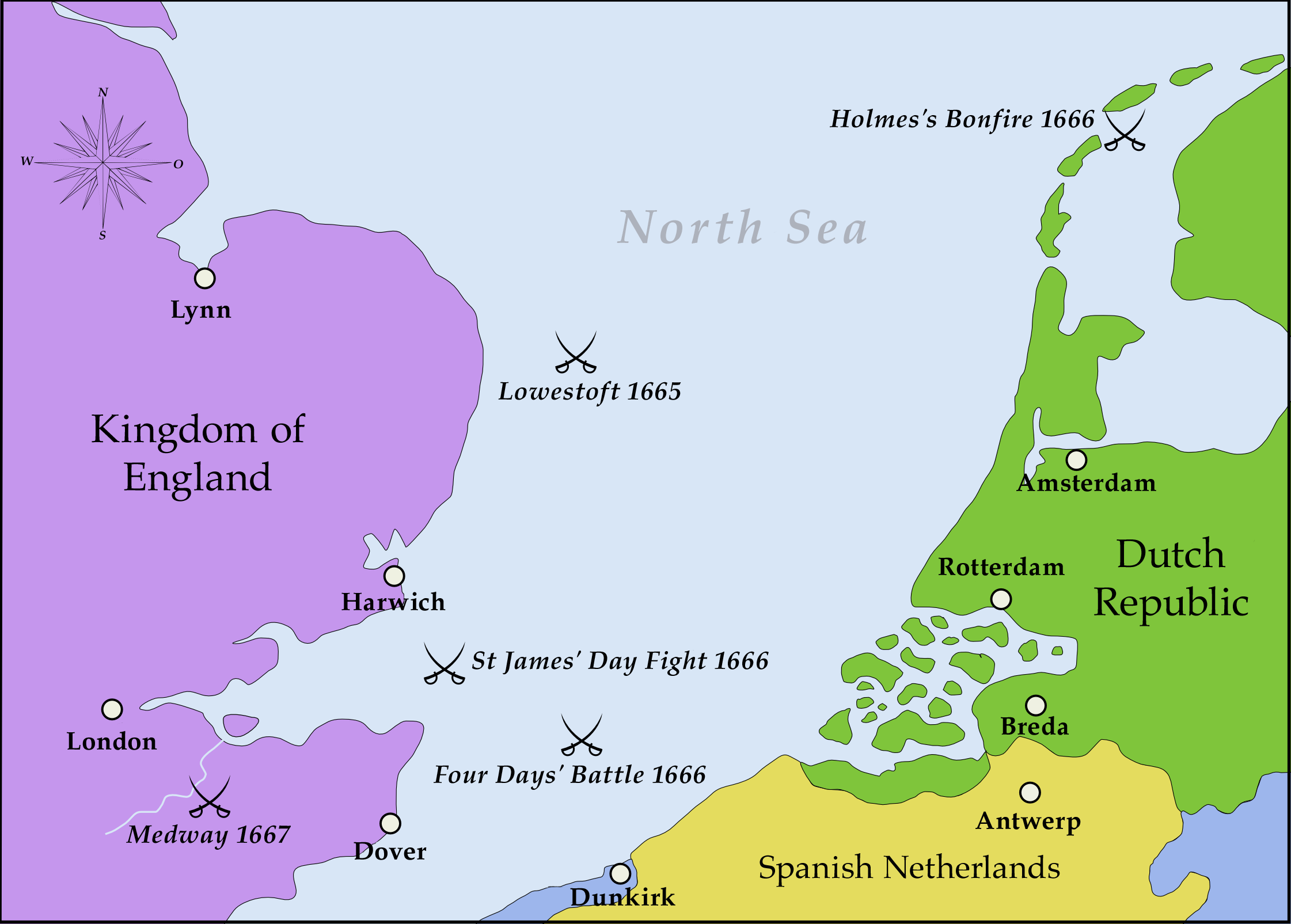
제2차 영국-네덜란드 전쟁; 주요 전투

양측 모두 짧은 전쟁을 계획했다. 잉글랜드는 긴 전쟁을 감당할 수 없었고, 네덜란드는 잠재적인 경제적 손실을 최소화하고 싶었기 때문이다. 더빗은 그의 해군 사령관 야코프 판 바세나르에게 잉글랜드 함대를 공격하라고 명령했지만, 그의 함선은 조직, 훈련, 규율 및 화력 면에서 열등했다. 1665년 6월 13일 로스토프트 해전에서 네덜란드 해군은 약 16척의 함선을 잃으며 역사상 최악의 패배를 겪었다. 대부분의 함대는 탈출했지만, 전체 인원의 30% 이상이 전사하거나 포로가 되었으며, 판 바세나르 자신도 전사자 중 한 명이었다.
패배는 네덜란드 전술 및 지휘 구조의 대대적인 개편으로 이어졌고, 여러 함장들은 겁쟁이라는 이유로 처형되거나 해고되었다. 7월에 미힐 더 라위터르가 새로운 총사령관이 되었고, 잉글랜드의 전술을 따라 단종진을 공식화했다. 보겐 전투 후 VOC 향신료 함대가 안전하게 귀환하면서 네덜란드의 재정은 또한 활기를 띠었다. 그러나 이는 동부 오버레이설주가 잉글랜드의 보조금을 받은 크리스토프 베른하르트 폰 갈렌 휘하의 뮌스터 병력에 의해 침략당하면서 상쇄되었다.
뮌스터의 침공은 신성 로마 제국의 다른 독일 국가들을 전투에 끌어들일 위협을 가했고, 따라서 레오폴트 황제가 개입할 구실을 제공할 수도 있었다. 이에 대해 우려한 루이 14세는 프랑스 병력을 파견하여 폰 갈렌의 병력에게 보급품이 전달되는 것을 막았다. 찰스가 스페인과 동맹을 협상하고 있다는 보고는 루이 14세가 협상 중재 시도를 강화하도록 만들었지만, 잉글랜드인들은 전반적으로 프랑스의 의도를 깊이 의심했다. 비록 네덜란드는 북아메리카에서의 영유권 주장을 포기하고 서아프리카의 3개 기지를 양도하겠다고 제안했지만, 로스토프트에서의 성공은 찰스가 더 많은 양보와 전쟁 비용을 네덜란드가 부담하라는 요구를 하도록 부추겼다. 1665년 12월, 루이 14세는 런던에서 대사들을 철수시켰고, 이는 전쟁 선포의 의도를 나타냈다.
다우닝은 이제 폰 갈렌의 침공으로 심하게 피해를 입은 오버레이설주의 오라녜주의 당과 접촉하여, 네덜란드 의회가 잉글랜드와 평화 협정을 맺을 것을 요구하도록 요청했다. 더빗의 입지는 너무 강해서 이것이 성공할 수 없었고, 12월 11일 그는 유일하게 받아들일 수 있는 평화 조건은 전쟁 전 상태로 복귀하거나, 또는 현상유지 조항에 따라 적대 행위를 신속히 종결하는 것이라고 선언했다.

### 유럽; 1666년
1666년 1월 16일, 루이 14세는 잉글랜드에 선전포고를 했다. 프랑스의 막대한 보조금을 대가로 덴마크-노르웨이도 2월에 선전포고를 했으며, 이로 인해 잉글랜드 선박의 발트해 무역이 사실상 봉쇄되고, 필수적인 해군 보급품에 대한 접근도 차단되었다. 찰스가 폰 갈렌에게 약속했던 지불금은 대부분 실현되지 않았고, 브란덴부르크-프로이센이 뮌스터를 공격하겠다고 위협하자, 그는 4월에 클레베에서 네덜란드 공화국과 평화 협정을 맺었다.

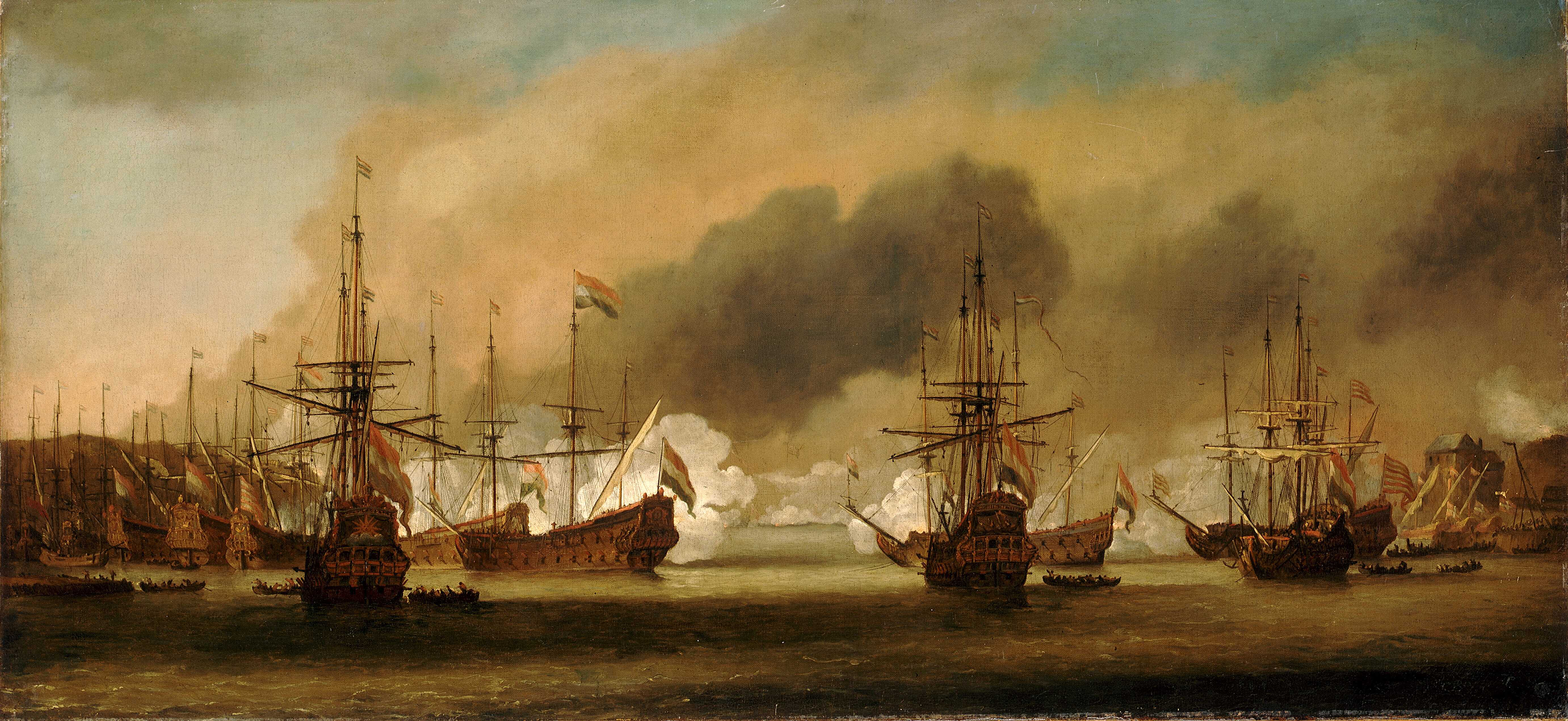
1665년 8월 12일 노르웨이 보겐 전투

영국-네덜란드 협상은 더빗이 찰스 2세에게 공식 협상을 시작하도록 초청할 정도로 진전되었다. 양측 모두 자신들이 강한 입장에서 협상하고 있다고 느꼈기 때문에 협상은 거의 진전이 없었다. 프랑스의 선전포고에도 불구하고 찰스는 루이가 분쟁에 휘말리기를 원하지 않는다는 것을 알고 있었고, 비공식적인 서신을 통해 루이가 네덜란드의 요구가 지나치다고 생각한다는 것을 알고 있었다. 이제 프랑스 왕은 네덜란드가 스페인령 네덜란드에서 자신이 요구하는 양보를 자발적으로 하지 않을 것이라고 결론 내렸고, 1667년 상속 전쟁을 계획하기 시작했다.
반면에 네덜란드의 사기는 새로 건조된 30척의 전함, 대부분 72문의 대포를 탑재한 함선들이 완성되면서 고조되었다. 이 함선들은 1665년 초에 사용 가능했던 어떤 함선보다도 무거웠다. 이 함선들은 영국 해협에 있는 프랑스 해군과 합류하여 상당한 수적 우위를 확보할 예정이었다. 그러나 대부분의 프랑스 함선은 지중해에 주둔하고 있었고, 4월에 툴롱을 떠났음에도 불구하고 지연으로 인해 제때 도착하지 못했다. 한 당시 외교관은 비교적 신생이고 경험 없는 프랑스 해군이 "사업의 어려움에 낙담하여" 의도적으로 그렇게 했다고 시사했다.
그럼에도 불구하고, 프랑스의 개입 위협으로 인해 잉글랜드는 도버 해협을 봉쇄하기 위해 병력을 파견해야 했고, 이는 60척의 함선이 약 84척의 네덜란드 함대에 맞서게 되는 상황을 만들었다. 6월 11일부터 15일까지 벌어진 4일 해전의 초기 단계에서 네덜란드는 잉글랜드 측에 막대한 피해를 입혔다. 분리되었던 함대가 돌아온 후, 탄약 부족으로 양측 모두 교전을 중단할 수밖에 없었다. 잉글랜드는 10척의 함선을 잃은 반면 네덜란드는 4척만을 잃었지만, 왕립 해군이 너무 심하게 손상되어 적대 행위를 재개할 수 없을 것이라는 희망은 곧 잘못된 것으로 판명되었다.
대대적인 수리 후, 잉글랜드 함대는 다시 출항하여 8월 4일과 5일 성 제임스의 날 전투에서 네덜란드 함대와 맞섰다. 일반적으로 잉글랜드의 승리로 여겨지지만, 궁극적으로 전략적 가치는 거의 없었다. 비록 네덜란드는 막대한 사상자를 냈고 많은 함선이 심하게 손상되었지만, 그들의 함대는 온전하게 남아 있었고, 자금 부족으로 잉글랜드는 선원들에게 급여를 지불하거나 보급품을 구매할 여유가 거의 없었다. 더 큰 경제적 손실은 8월 19일에 발생했는데, 블리 하구에 피난하고 있던 최대 150척의 네덜란드 상선이 홈즈의 봉화로 알려진 작전에서 파괴되었다.

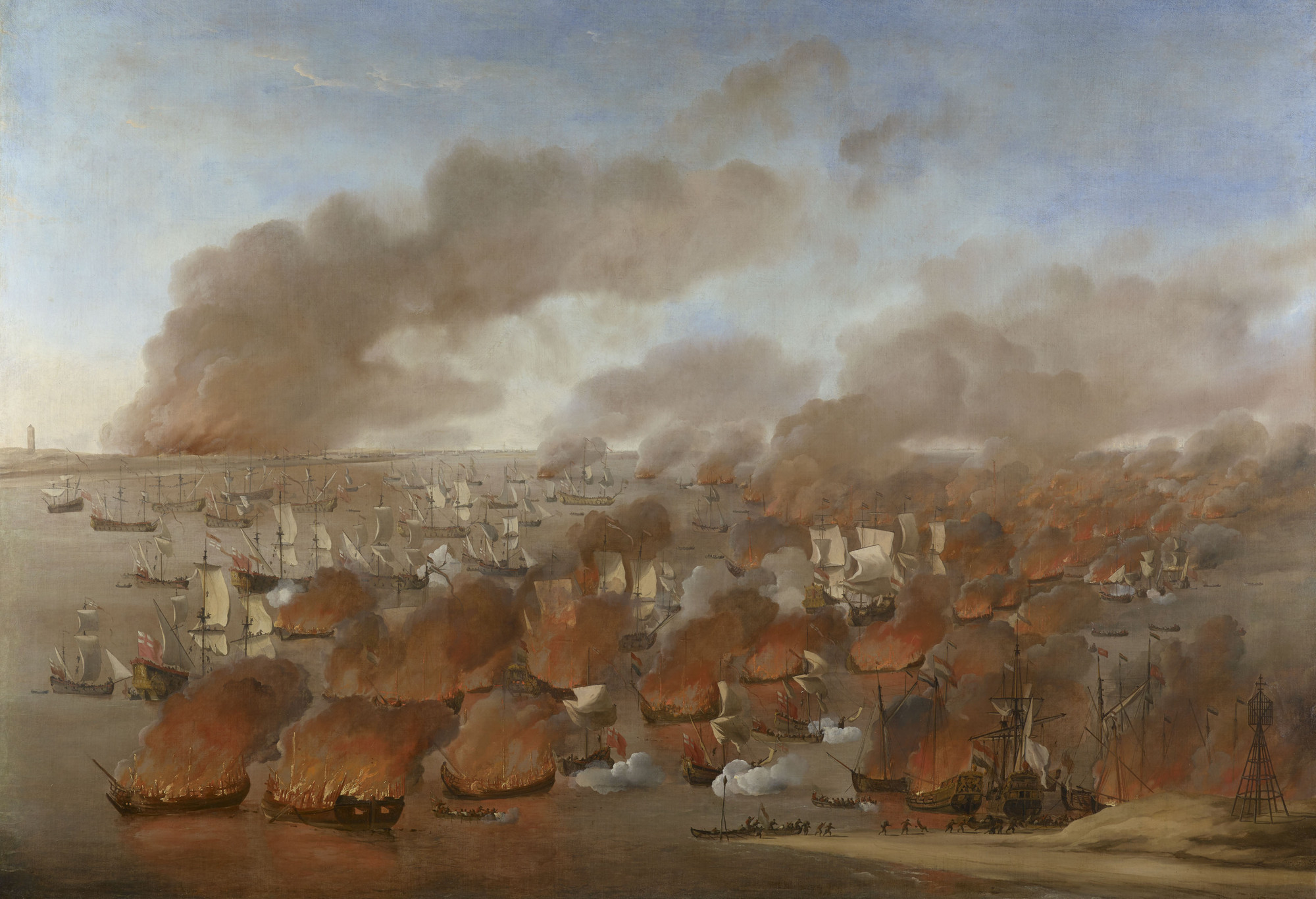
빌럼 판 더 벨더 더 아우더르의 홈즈의 봉화

1665년부터 1666년까지 18개월 동안 런던 대역병으로 인해 런던 인구의 4분의 1 이상이 사망했다. 1666년 9월, 런던 대화재는 도시의 대부분을 파괴하여 막대한 경제적 피해를 입혔고, 대중의 여론은 이제 전쟁에 반대하는 쪽으로 돌아섰다. 찰스는 더 이상 런던 상인들에게 전쟁 자금 조달에 필요한 대출을 의지할 수 없었고, 해군 위원회는 많은 선원들을 무급으로 해고해야 했다.
의회는 1년 만에 다시 소집되었고, 180만 파운드의 새로운 세금을 승인했다. 그러나 그 지불은 여러 조건에 따라 이루어졌으며, 이로 인한 분쟁은 징수에 지연을 초래했다. 자금 부족으로 1667년 해군 작전을 계획하는 것은 거의 불가능했다.

### 유럽; 1667년
1667년 초, 자금 부족으로 인해 영국 왕립 해군의 대부분은 채텀 해군 기지에 정박되어 있었다. 소수의 "비행 함대"만이 작전 중이었고, 잉글랜드 상선은 네덜란드의 공격에 취약했다. 찰스는 전쟁을 계속하기 위해 의회에 양보하는 것을 거부했기 때문에, 그의 유일한 선택은 3월 브레다에서 시작된 평화 회담을 시작하는 것이었다. 잉글랜드가 이제 프랑스와도 전쟁 중이었기 때문에, 찰스는 비공식 예비 회담을 위해 파리에 특사를 보냈다.

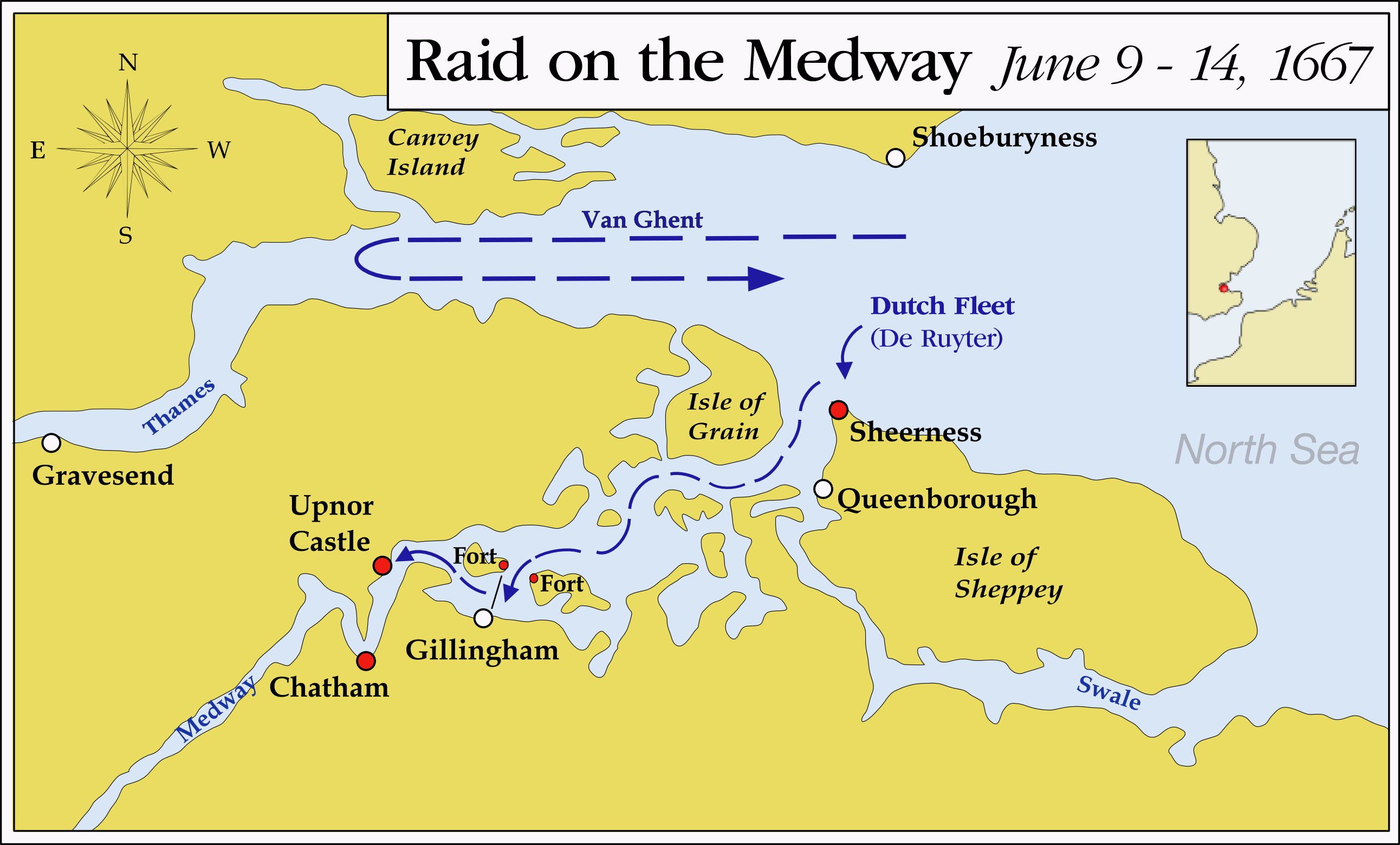
1667년 6월 9일~14일 메드웨이 기습

프랑스-네덜란드 관계의 악화는 이 회담에서 클래런던이 고려하지 않았던 세 번째 선택, 즉 프랑스와의 비밀 동맹을 낳았다. 4월에 찰스는 루이와 첫 비밀 조약을 체결했는데, 이는 잉글랜드가 스페인령 네덜란드에 대한 프랑스의 정복에 반대하지 않을 것을 규정했다. 5월에 프랑스는 침공하여 상속 전쟁을 시작했다. 브레다 회담을 지연시킴으로써 찰스는 프랑스의 진격을 지렛대로 삼아 네덜란드로부터 양보를 얻어내기를 희망했다.
찰스의 일반적인 의도는 알고 있었지만, 비밀 조약에 대해서는 몰랐던 더빗은 한 번의 공격으로 전쟁을 끝내기로 결정했다. 네덜란드 해군은 1665년에 창설된 네덜란드 해병대와 함께 수륙양용 작전을 특별히 연구했다. 4일 해전 이후, 네덜란드가 해상에서 승리할 경우 켄트나 에식스에 상륙할 준비가 된 해병대 병력이 있었다. 그러나 1666년에 네덜란드 함대는 항해 부표가 제거되고 강력한 잉글랜드 함대가 진입을 막기 위해 준비되어 있었기 때문에 템스 강으로 안전하게 진입할 수 없었다. 1667년에는 비슷한 공격에 맞설 잉글랜드 함선이 없었으므로, 더빗은 채텀에 해병대를 상륙시켜 그곳의 함선들을 파괴할 계획을 세웠다.

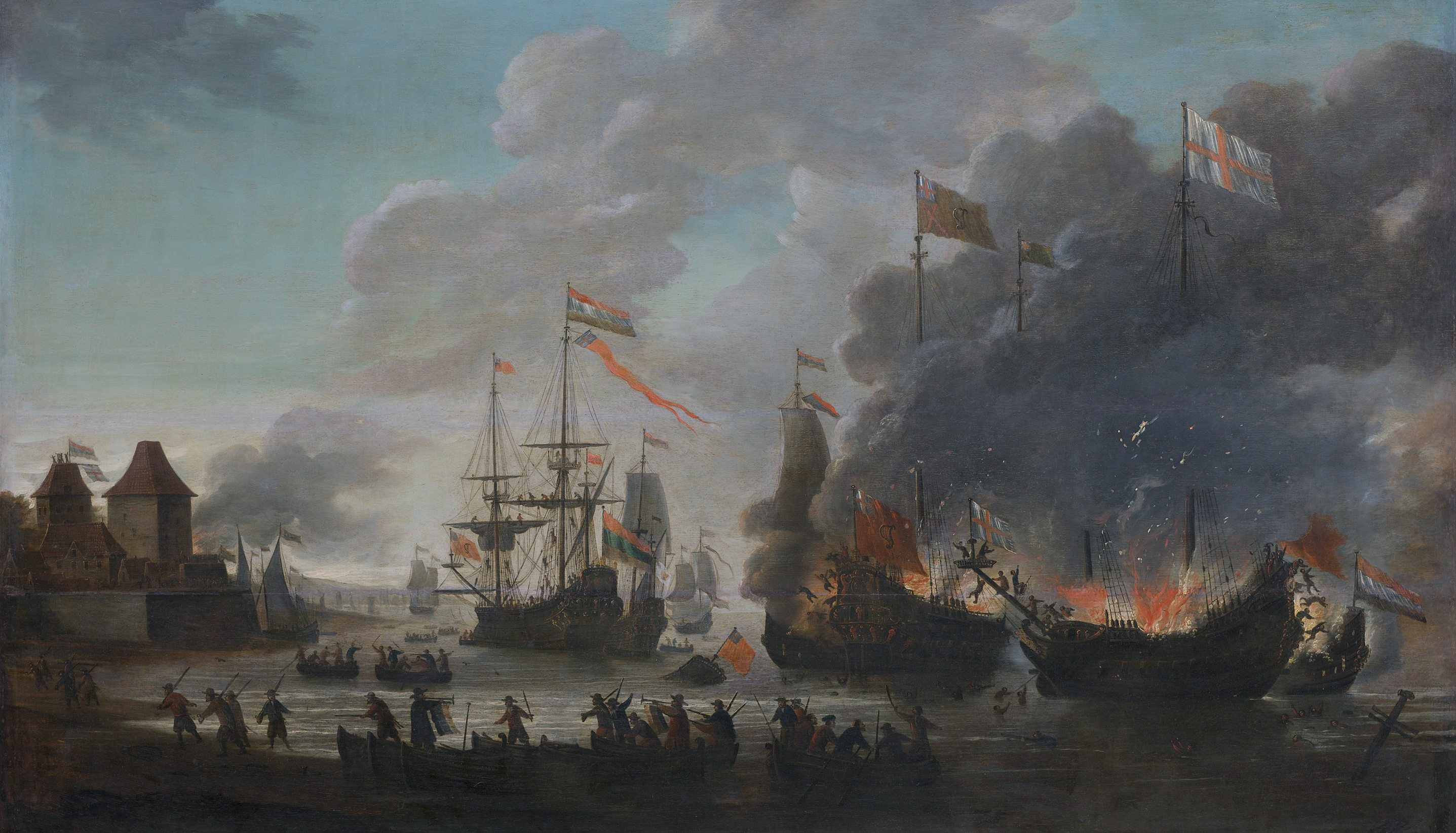
얀 판 레이던 (화가)의 채텀 원정 중 잉글랜드 함선을 불태우는 네덜란드군 (1667년 메드웨이 기습)

6월, 더 라위터르 제독은 코르넬리스 더빗의 지휘 아래 템스강 어귀에 있는 메드웨이에서 네덜란드의 메드웨이 기습을 감행했다. 쉬어니스의 요새를 점령한 후, 네덜란드 함대는 메드웨이 입구를 보호하는 거대한 사슬을 뚫고 13일에는 정박해 있던 잉글랜드 함대를 공격했다.
이 기습은 잉글랜드 대중의 의견에 상당한 영향을 미쳤으며, 영국 왕립 해군 역사상 가장 큰 재앙 중 하나로 남아 있다. 15척의 소형 함선이 잉글랜드군에 의해 파괴되거나 방해물선으로 침몰되었고, 로열 오크, 로열 런던, 로열 제임스 등 3척의 주요 전함이 불태워졌다. HMS Royal Charles는 전리품으로 네덜란드로 끌려갔지만, 네덜란드는 채텀 조선소에 상당한 피해를 입히지는 못했다. 이에 클래런던은 찰스가 공공연한 반란을 두려워했기 때문에 브레다 주재 특사들에게 더 이상 지체하지 말고 조건에 동의하라고 명령했다.

### 카리브해 전쟁

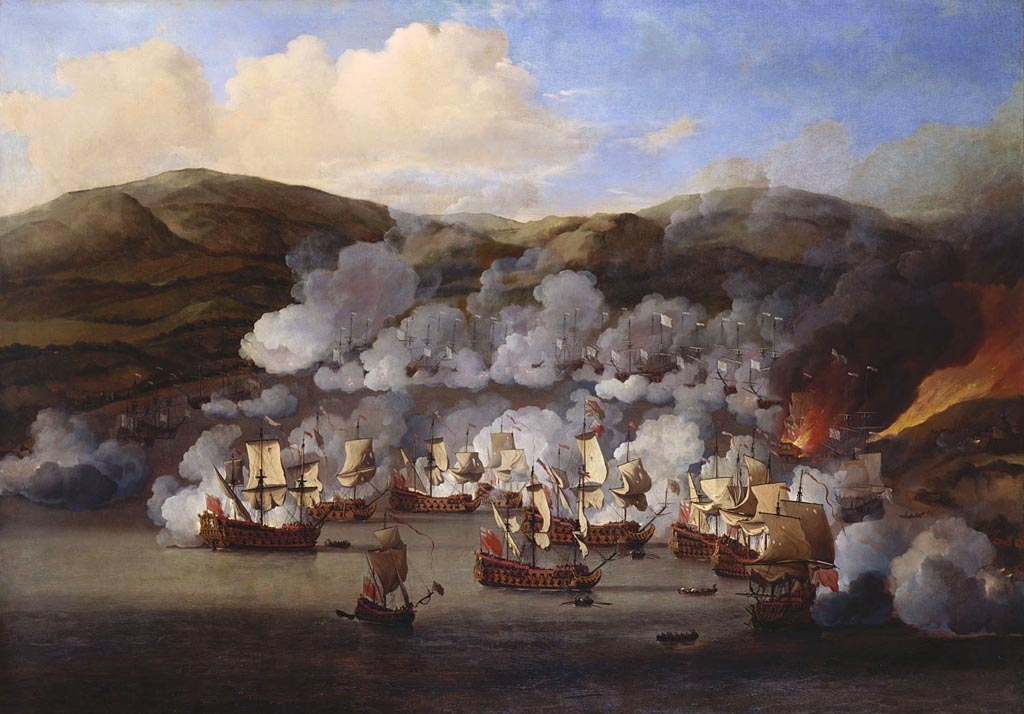
1667년 마르티니크에서 공격받는 프랑스 함선

1665년 초 미힐 더 라위터르는 카리브해를 습격했다. 1665년 말, 자메이카 부총독 에드워드 모건 중령이 지휘하고 그의 조카 토머스 모건이 지원하는 부카니에들로 주로 구성된 잉글랜드군은 네덜란드령 신트외스타티위스섬과 사바섬을 신속하게 점령했다. 1665년 12월 삼촌이 사망한 후 토머스 모건은 이 두 섬의 총독으로 임명되었다. 또한 1665년 말, 자메이카와 바베이도스에서 온 잉글랜드군은 네덜란드령 토바고섬을 점령했다. 네덜란드 편에 선 프랑스의 선전포고는 카리브해의 힘의 균형을 바꾸고 네덜란드의 반격을 촉진했다. 새로운 동맹군의 첫 성공은 1666년 8월 프랑스의 토바고 탈환, 1666년 11월 프랑스-네덜란드 연합의 신트외스타티위스 탈환, 그리고 같은 달 프랑스의 잉글랜드령 앤티가섬 점령이었다. 1667년 1월 조제프앙투안 드 라 바르 휘하의 프랑스 편대가 도착하면서 프랑스는 세인트키츠의 잉글랜드령 절반과 몬트세랫을 점령할 수 있었고, 서쪽의 자메이카와 바베이도스와 함께 리워드 제도 중 네비스섬만이 잉글랜드의 손에 남았다.
제이랜드주가 조직한 네덜란드군이 아브라함 크라인센 제독 지휘 하에 1667년 2월 카옌에 도착하여 같은 달 잉글랜드로부터 수리남을 점령했다. 크라인센은 4월까지 수리남에서 지체하다가 프랑스군이 잉글랜드 수비대를 쫓아낸 후 버려진 토바고로 항해하여 요새를 재건하고 소규모 수비대를 남겼다. 비록 크라인센은 지체하지 말라는 지시를 받았지만, 그와 드 라 바르가 병력을 합쳐 1667년 5월 17일 네비스섬에 대한 프랑스-네덜란드 연합 침공에 합의한 것은 5월 초였다. 그러나 그들의 공격은 5월 17일 네비스 전투에서 더 작은 잉글랜드군에 의해 격퇴되었다. 이 혼란스러운 해전은 이 전쟁에서 세 해군 모두가 싸운 유일한 전투였다. 주로 드 라 바르의 무능력으로 인해 실패했다. 이 실패한 공격 후, 크라인센은 혐오감을 느끼고 북쪽으로 항해하여 버지니아 식민지를 공격했고, 프랑스군은 드 라 바르의 지휘 아래 마르티니크로 이동했다. 네비스 전투는 카리브해에서 잉글랜드 해군의 통제권을 회복시켰고, 이후 앤티가와 몬트세랫의 조기 탈환과 세인트키츠에 대한 실패한 공격을 허용했다.
4월, 존 하먼 경 후방제독 지휘하의 9척의 전함과 2척의 화선을 포함한 새로운 잉글랜드 함대가 서인도 제도로 출항하여 6월 초에 도착했다. 하먼은 마르티니크의 생피에르 요새의 포대 아래에 정박해 있던 라 바르 지휘하의 7척의 대형 함선과 14척의 소형 전함 및 3척의 화선을 마주쳤다. 그는 7월 6일에 공격하여 프랑스 함선 중 2척을 제외한 모든 함선을 침몰시키거나 불태우거나 나포했다. 프랑스 함대가 무력화되자, 하먼은 9월 15일 카옌에 있는 프랑스군을 공격하여 수비대를 항복시켰다. 잉글랜드 함대는 이어서 10월에 수리남의 젤란디아 요새를 탈환했다. 이러한 잉글랜드 승리 소식은 9월에야 잉글랜드에 도착했는데, 이는 브레다 조약이 체결된 이후였고, 7월 31일 이후에 점령된 영토는 반환되어야 했다. 크라인센은 카리브해로 돌아갔지만, 프랑스 함대가 파괴되고 잉글랜드가 수리남을 다시 점령한 것을 발견했다.

## 여파

### 브레다 조약

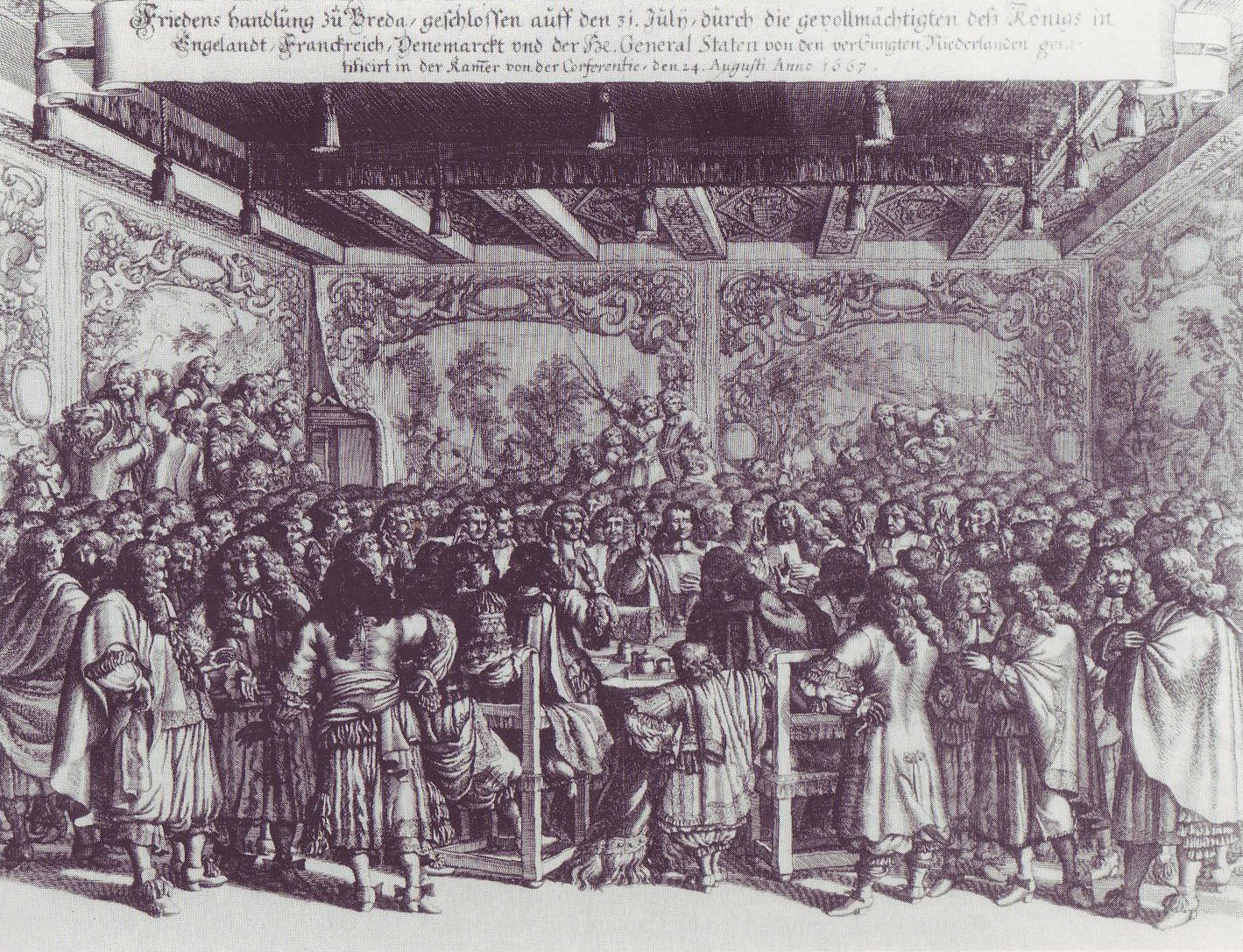
브레다성에서 브레다 조약 체결

1667년 7월 31일, 일반적으로 브레다 조약으로 알려진 조약이 잉글랜드와 네덜란드 사이의 평화를 종결시켰다. 정상적인 상황이라면 메드웨이에서의 네덜란드의 승리에 이어 새로운 요구가 있었을 테지만, 스페인령 네덜란드에 대한 프랑스의 대규모 침공은 잉글랜드가 가볍게 넘어갈 수 있음을 의미했다. 프랑스 세력의 성장에 대한 두려움으로 인해 요한 더빗과 그의 동료 네덜란드 레겐테들은 잉글랜드와의 전쟁을 빨리 끝내는 것을 선호했다.
이 조약은 잉글랜드가 뉴네덜란드를 소유하게 하고, 네덜란드는 룬섬, 포트 코르만틴 및 가치 있는 수리남의 설탕 농장에 대한 통제권을 유지하며, 토바고섬, 신트외스타티위스섬, 그리고 서아프리카 무역 기지를 되찾게 했다. 이러한 현상유지 해결책은 나중에 웨스트민스터 조약에서 확인되었다. 항해법은 잉글랜드가 독일 국가들을 네덜란드의 상업적 후방 지역으로 간주하기로 합의함으로써 네덜란드에 유리하게 수정되었고, 이에 따라 네덜란드 선박은 이제 독일 상품을 잉글랜드 항구로 운송할 수 있게 되었다. 잉글랜드는 또한 네덜란드의 '자유 선박, 자유 상품' 원칙을 받아들여야 했다.
같은 날 브레다에서 잉글랜드와 프랑스 사이에 공개 조약이 체결되었는데, 이는 프랑스가 전쟁에서 점령했던 세인트 크리스토퍼의 구 잉글랜드령 부분과 앤티가섬 및 몬트세랫 섬을 잉글랜드에 반환하고, 잉글랜드는 아카디아에 대한 주장을 프랑스에 포기한다는 내용이었다. 아카디아의 범위는 정의되지 않았다. 이 공개 조약에 앞서 4월 17일에 비밀 조약이 체결되었는데, 이 조약에서는 이러한 영토 교환 외에도 루이와 찰스는 서로의 이익에 반대되는 동맹에 가입하지 않기로 합의했으며, 이로써 루이는 스페인에 대항하여 계획했던 전쟁에서 잉글랜드의 중립을 확보했다.
현재 기준으로 보면 네덜란드가 나중에 미국의 주요 부분이 될 것을 포기하고 대신 열대 식민지를 유지하기를 선호했던 우선순위는 이상해 보일 수 있다. 그러나 17세기에는 유럽에서 재배할 수 없는 농산물을 생산하는 열대 식민지가 유럽과 기후가 비슷하여 유럽인들이 편안하게 정착할 수 있는 곳보다 더 가치 있다고 여겨졌다.
평화는 일반적으로 요한 더빗의 개인적인 승리이자 전쟁을 지원하기를 꺼려하고 불리한 조기 평화를 기꺼이 받아들이려 했던 오라녜주의자들에게는 굴욕적인 일로 여겨졌다. 네덜란드 공화국은 네덜란드의 승리에 환호했다. 더빗은 이 기회를 이용하여 4개 주가 1667년 영구 법령을 채택하여 종신 총독제를 폐지하도록 유도했다. 그러나 더빗 또한 비판에 직면했다. 전쟁은 뮌스터 주교의 침략을 격퇴하는 데 어려움을 겪었던 네덜란드 군대의 심각한 방임을 드러냈다. 상황은 프랑스 지원군 6,000명이 도착한 후에야 공화국에 유리하게 바뀌었다. 또한, 외교적 상황도 네덜란드에게는 암울해 보였다. 스페인령 네덜란드에 대한 프랑스의 정복은 잉글랜드와의 동맹을 통해서만 막을 수 있었다.
이듬해 요한 더빗은 찰스 2세를 신뢰할 수 없는 동맹으로 여겼음에도 불구하고 마지못해 1668년 삼국 동맹에 참여했다. 네덜란드 공화국, 잉글랜드, 스웨덴 간의 동맹은 프랑스와 스페인 사이를 중재하기 위해 결성되었으며, 루이가 남부 네덜란드 정복 계획을 일시적으로 포기하도록 강요했다. 처음에는 이것이 네덜란드의 또 다른 주요 외교적 성공처럼 보였지만, 잉글랜드의 배신에 대한 더빗의 두려움은 정당한 것으로 판명되었다. 찰스는 프랑스-네덜란드 동맹을 깨기 위해 삼국 동맹에 참여했을 뿐이었다. 두 명의 굴욕당한 군주는 도버 밀약을 통해 비밀 협력을 강화했으며, 뮌스터 주교와 함께 1672년 제3차 영국-네덜란드 전쟁에서 네덜란드를 공격할 것이었다. 처음에는 네덜란드 공화국이 이 공격에 맞설 수 없는 것처럼 보였고, 더빗은 희생양이 되었다. 그는 사임했고 어린 윌리엄 3세가 총독이 되었다. 그 해에 더빗은 암살되었다.

## 내용주
1. ↑  This was the strength of the Dutch army in paper on 1667, but it was likely lower in reality. The number also includes 6,000 French auxiliary troops.[1]
2. ↑  Also known as the Second Dutch War, or Second English War 네덜란드어: Tweede Engelse Oorlog
3. ↑  Both were Protestant republics, while England had supported the Dutch Republic in its Eighty Years War with Spain
4. ↑  Born in 1650, the young Prince of Orange was Charles' nephew and son of his sister Mary; despite his years of exile in the Republic, Charles disliked the Dutch, and objected to De Witt's refusal to extradite English republicans and other dissidents who took refuge there[7]
5. ↑  The huge profits from Asian spices led to conflict even in times of peace, as the VOC created, then enforced, their monopoly over production and trade. By 1663, indigenous and European competitors like the Portuguese had been eliminated, the only gap in the VOC monopoly being English nutmeg plantations on Run, which were finally destroyed by the Dutch in late 1664[10]
6. ↑  Although an Anglo-Dutch treaty was also signed in 1662, its terms were so vague that it was of little value[17]
7. ↑  Charles told the French ambassador that while the City of London had loaned him £100,000 to continue the war against the Dutch, they would "pay him four times as much" to fight the French[42]